# 24 Hores de Montjuïc 1981
L'edició de 1981 de les 24 Hores de Montjuïc fou la 27a d'aquesta prova, organitzada per la Penya Motorista Barcelona al Circuit de Montjuïc el cap de setmana del 11 i 12 de juliol. Era la quarta prova del Campionat del Món de resistència d'aquell any.
Fou una edició marcada per la mort del voluntari de la Creu Roja Joan Gálvez Ferrándiz, de 20 anys, que fou atropellat per un corredor mentre atenia un pilot accidentat a pista. L'accident posterior deixà cinc ferits i va provocar escenes de pànic entre els espectadors.

## Classificació general

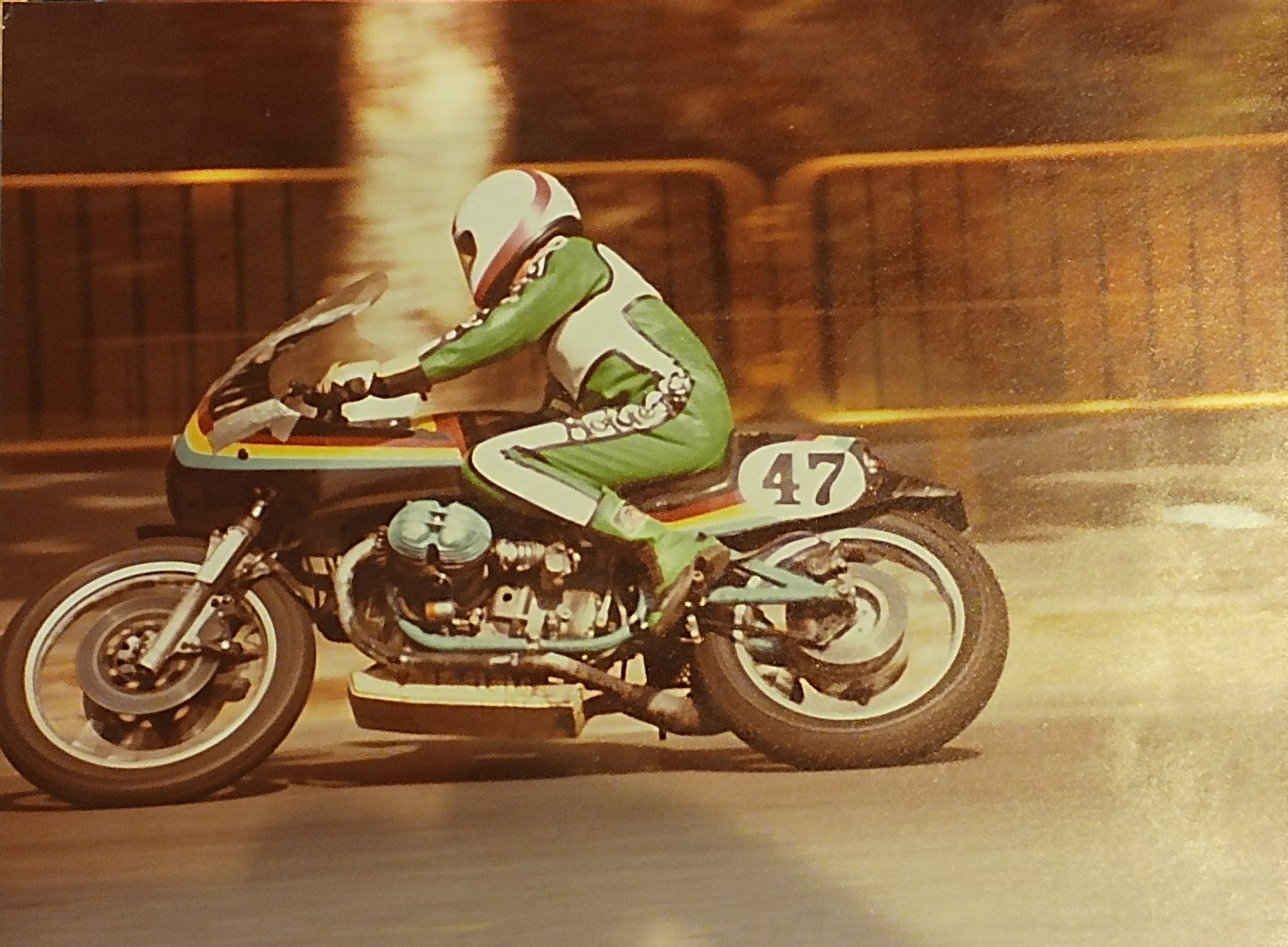
Jordi-Lluís Boquet amb la BMW 1000 durant la cursa

| Posició | Pilot 1            | Pilot 2            | Motocicleta   | Voltes |
| ------- | ------------------ | ------------------ | ------------- | ------ |
| 1       | Raymond Roche      | Jean Lafond        | Kawasaki 1000 | 777    |
| 2       | Benjamí Grau       | Quique De Juan     | Ducati        | 771    |
| 3       | Wolfgang Gierden   | Dominique Auguin   | Honda         | 770    |
| 4       | Jean-Pierre Oudin  | Gérard Coudray     | Honda         | 768    |
| 5       | Roger Ruiz         | Chris Cremer       | Honda         | 767    |
| 6       | Hervé Moineau      | Richard Hubin      | Suzuki        | 764    |
| 7       | Christian Huguet   | Christian Le Liard | Kawasaki      | 763    |
| 8       | Josep Maria Mallol | Alejandro Tejedo   | Ducati        | 734    |
| 9       | Pieter Blaauboer   | Gary Green         | Suzuki        | 730    |
| 10      | Mingo Parés        | Lluís M. Santana   | Honda         | 729    |

1. ↑  Velocitat mitjana: 122,838 km/h.

## Trofeus addicionals
- XXVII Trofeu "Centauro" de El Mundo Deportivo: Kawasaki (Raymond Roche - Jean Lafond)